# Musulmans de France (téléfilm)
Pour les articles homonymes, voir Musulmans de France (homonymie).
Pour plus de détails, voir Fiche technique et Distribution.
Musulmans de France est un film documentaire français en trois parties de Karim Miské, Emmanuel Blanchard et Mohamed Joseph, produit en 2009.

## Synopsis
Musulmans de France raconte un siècle de présence musulmane en France, sans toutefois réduire les musulmans de France à une identité religieuse. De l'arrivée de quelques milliers de Kabyles dans les mines du Nord, les savonneries marseillaises et les usines lyonnaises en 1904, à la nomination de Rachida Dati, Fadela Amara et Rama Yade au gouvernement en 2007.

## Épisodes
- 1er épisode : Indigènes 1904 − 1945 (49 minutes)
- 2e épisode : Immigrés 1945 – 1981 (58 minutes)
- 3e épisode : Français 1981 – 2009 (64 minutes)

## Fiche technique
- Intervenants : Djamel Attalah, Linda Amiri, Ahmed Boubeker, Fatoumata Coulibaly, Abdel Raouf Dafri, Christian Delorme, Dalila Kerchouche, Bariza Khiari, Abd al Malik, Michel Renard, Jalila Sbaï, Benjamin Stora, Tareq Oubrou, Mahamet Timera, Mohamed Zennaf

- Réalisation : Karim Miské et Mohamed Joseph
- Coauteur : Emmanuel Blanchard
- Production : Compagnie des phares et balises (Jean Labib, Anne Labro)

## Diffusion
Le film a fait l'objet d'une soirée spéciale présentée par Carole Gaessler sur France 5 le 23 février 2010,.

## Distinctions
Musulmans de France est sélectionné au Festival international des programmes audiovisuels 2010 dans la catégorie « Situations de la création française ».
En décembre 2009, après des déclarations controversées de la ministre Nadine Morano sur les jeunes musulmans, le verlan et les casquettes à l'envers, Pierre Haski de Rue89 met en avant l'utilité de cette trilogie documentaire dans ce contexte de dérapages du débat sur l'identité nationale.